# Seyyed Şobhān
Seyyed Şobhān är en ort i Iran.   Den ligger i provinsen Khuzestan, i den västra delen av landet, 500 km sydväst om huvudstaden Teheran. Seyyed Şobhān ligger 75 meter över havet och antalet invånare är 553.
Terrängen runt Seyyed Şobhān är platt. Runt Seyyed Şobhān är det ganska tätbefolkat, med 96 invånare per kvadratkilometer. Närmaste större samhälle är Susa, 4,1 km öster om Seyyed Şobhān. Trakten runt Seyyed Şobhān består till största delen av jordbruksmark.